# Pair a Dice Found
Pair a Dice Found è un album degli Hot Tuna pubblicato nel 1990.

## Tracce
1. It's Alright With Me (Jorma Kaukonen)
2. Parchman Farm (Mose Allison)
3. Urban Moon (Randall Bramblett)
4. Eve of Destruction (P. F. Sloan)
5. AK-47 (Michael Falzarano)
6. Shot in the Act (Scott Mathews / Ron Nagle)
7. Brand New Toy (Michael Falzarano)
8. To Be With You (Michael Falzarano)
9. Flying in the Face of Mr. Blue (Randall Bramblett / Davis Causey / Bucky Jones)
10. Love Gone Flat (Michael Falzarano)
11. Bulletproof Vest (Michael Falzarano)
12. Ken Takes a Lude (Jorma Kaukonen)
13. San Francisco Bay Blues (Jerry Fuller)
14. Happy Turtle Song (Jorma Kaukonen)

## Musicisti
It's Alright With Me
- Jorma Kaukonen – voce,  chitarra,  chitarra ritmica
- Michael Falzarano – chitarra ritmica
- Jack Casady – basso
- Harvey Sorgen – batteria

Parchman Farm
- Jorma Kaukonen – voce,  chitarra,  chitarra ritmica
- Michael Falzarano – chitarra ritmica
- Jack Casady – basso
- Harvey Sorgen – batteria
- Rick Danko – seconda voce

Urban Moon
- Jorma Kaukonen – voce,  lap steel guitar,  chitarra
- Galen Underwood – chitarra ritmica, tastiere,  percussioni
- Jack Casady – basso, chitarra
- Harvey Sorgen – batteria
- The Phantoms (Charlie Staxx, Joe Violette, Jane Violette) – coro

Eve of Destruction
- Jorma Kaukonen – voce,  chitarra, chitarra 12 corde
- Michael Falzarano – chitarra ritmica
- Jack Casady – basso
- Harvey Sorgen – batteria
- Rick Danko – seconda voce

AK-47
- Jorma Kaukonen – voce,  chitarra,  chitarra ritmica
- Michael Falzarano – chitarra ritmica
- Galen Underwood – organo Hammond
- Jack Casady – basso
- Harvey Sorgen – batteria

Shot in the Act
- Jorma Kaukonen – voce,  chitarra,  lap steel guitar
- Galen Underwood – chitarra ritmica, tastiere,  seconda voce
- Jack Casady – basso,  seconda voce
- Harvey Sorgen – batteria

Brand New Toy
- Jorma Kaukonen – voce,  chitarra,  chitarra ritmica
- Michael Falzarano – chitarra ritmica
- Jack Casady – basso
- Harvey Sorgen – batteria
- The Phantoms (Charlie Staxx, Joe Violette, Jane Violette) – coro

To Be With You
- Jorma Kaukonen – voce, chitarra acustica,  chitarra ritmica,  chitarra
- Michael Falzarano – chitarra ritmica
- Galen Underwood – tastiere
- Jack Casady – basso
- Harvey Sorgen – batteria
- The Phantoms (Charlie Staxx, Joe Violette, Jane Violette) – seconda voce

Flying in the Face of Mr. Blue
- Jorma Kaukonen – voce,  chitarra,  lap steel guitar
- Galen Underwood – tastiere,  chitarra ritmica,  percussioni
- Jack Casady – basso, chitarra
- Harvey Sorgen – batteria
- The Phantoms (Charlie Staxx, Joe Violette, Jane Violette) – coro

Love Gone Flat
- Jorma Kaukonen – voce,  chitarra,  chitarra ritmica
- Michael Falzarano – chitarra ritmica
- Galen Underwood – tastiere
- Jack Casady – basso
- Harvey Sorgen – batteria

Bulletproof Vest
- Jorma Kaukonen – voce,  chitarra,  chitarra ritmica
- Michael Falzarano – chitarra ritmica
- Galen Underwood – tastiere
- Jack Casady – basso,  seconda voce
- Harvey Sorgen – batteria
- Vanessa Lillian, Ginger Lee, Rick Sanchez – coro

Ken Takes a Lude
- Jorma Kaukonen – voce,  chitarra,  chitarra ritmica,  lap steel guitar
- Michael Falzarano – chitarra ritmica
- Galen Underwood – tastiere
- Jack Casady – basso
- Harvey Sorgen – batteria

San Francisco Bay Blues
- Jorma Kaukonen – voce, chitarra 12 corde
- Jack Casady – basso
- Galen Underwood – pianoforte Steinway

Happy Turtle Song
- Jorma Kaukonen – chitarra acustica, dobro
- Jack Casady – basso